# Risshō-Universität

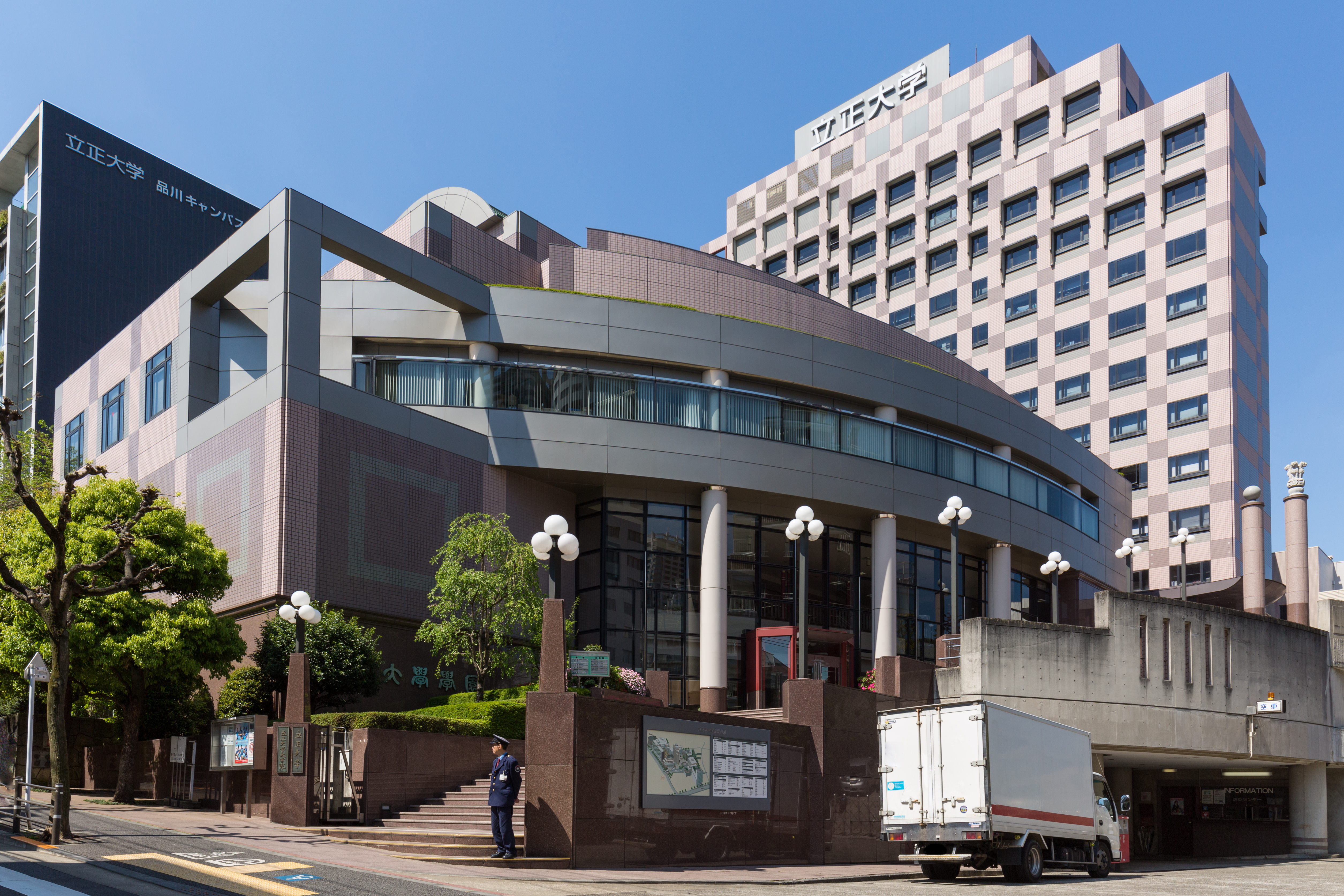
Campus der Risshō-Universität

Im Jahre 2002 konnte die Risshō-Universität (立正大学, Risshō daigaku) ihr 130-jähriges Bestehen feiern und gehört somit zu den ältesten Universitäten Japans.
Als Priesterseminar der Nichiren-shū, einer Schule des  Nichiren-Buddhismus, reichen ihre Ursprünge jedoch bis in das Jahr 1580 zurück.
Einer ihrer ehemaligen Direktoren (Tanzan Ishibashi) war von 1956 bis 1957 der 55. Premierminister Japans. Dieser galt als bedeutender Wirtschaftsexperte und trat seinerzeit vehement für die Wiederaufnahme diplomatischer Beziehungen zu China ein.
Der Hauptcampus der Universität befindet sich in Shinagawa, Tokio (35° 37′ 16″ N, 139° 43′ 23,2″ O) sowie Kumagaya in der Präfektur Saitama  (36° 6′ 29,1″ N, 139° 21′ 51″ O).

## Fakultäten
- Psychologie
- Geografie und Umweltstudien
- Wirtschaftswissenschaften (BWL und VWL)
- Geisteswissenschaften
- Buddhologie und Nichirenstudien
- Recht

## Partneruniversitäten
- University of Southern Maine (USA)
- Southern Institute of Technology (Neuseeland)
- Uiduk University (Südkorea)
- Dongguk University (Südkorea)
- Nanjing University (China)
- Beijing Normal University (China)